# Karmėlava
Karmėlava ist ein Städtchen in der Rajongemeinde Kaunas, gelegen am linken Flussufer der Neris, nordöstlich von der litauischen zweitgrößten Stadt Kaunas, an der Autobahn Kaunas–Jonava. 

## Geschichte
Karmėlava wurde 1387 von Władysław II. Jagiełło gegründet. 1529 wurde die St.-Anna-Kirche in Karmėlava urkundlich erwähnt. 1792 wurde das Magdeburger Recht von Stanislaus II. August Poniatowski verliehen. 
1979 lebten hier 3664 Einwohner. In Sowjetlitauen wurde hier ein Militärflugplatz gebaut und die Raketenbasis Gulbiniškiai eingerichtet (mit einem Punkt in Gulbiniškiai, Rajon Jonava).
In Sowjetlitauen wurde hier 1988 der Flughafen Kaunas in Karmėlava in Betrieb genommen. 2000 wurde hier das Zentrum der baltischen Staaten für die Luftüberwachung eingerichtet.